# Ropica vitiana
Ropica vitiana là một loài bọ cánh cứng trong họ Cerambycidae.